# Raionul Bravicea
Raionul Bravicea (în rusă Бравичский район) a fost o unitate teritorial-administrativă din RSS Moldovenească, care a existat de la 11 noiembrie 1940 până la 9 ianuarie 1956.

## Istorie
La fel ca majoritatea raioanelor RSS Moldovenești, raionul Bravicea a fost înființat pe 11 noiembrie 1940, iar centru raional a fost desemnat satul Bravicea.
Până la 16 octombrie 1949 raionul a fost în componența ținutului Orhei, iar după abolirea divizării pe ținuturi a intrat în subordonare republicană. 
Din 31 ianuarie 1952 până în 15 iunie 1953, raionul a intrat în componența districtului Chișinău, după abolirea districtelor din RSSM a redevenit din nou în subordonare republicană.
La 9 ianuarie 1956 raionul Bravicea, împreună cu un număr de alte raioane a fost eliminat, ulterior teritoriul său a fost împărțit între raioanele: Călărași (în mare parte), Orhei, Strășeni și Ungheni.

## Divizare administrativă
Ca stare la 1 ianuarie 1955, raionul includea 12 consilii sătești: Bravicea, Codreanca, Cornova, Dereneu, Ghetlova, Hoginești, Onești, Onișcani, Puțintei, Rădeni, Țibirica și Voinova.